# Féy
Pour les articles homonymes, voir Fey.
Féy est une commune française située dans le département de la Moselle, en Lorraine, dans la région administrative Grand Est.
On appelle ses habitants les Fagiens.

## Géographie

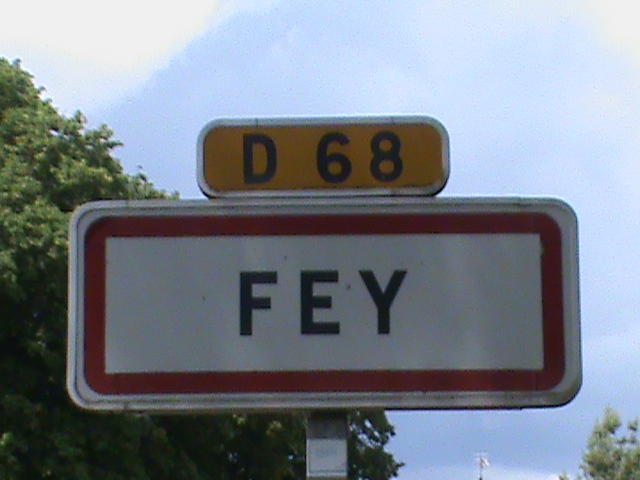
L'entrée du village.

Féy est une commune rurale de la Moselle située à une dizaine de kilomètres de Metz. Les communes avoisinantes sont Augny, Corny-sur-Moselle et Marieulles.

### Hydrographie
La commune est située dans le bassin versant du Rhin au sein du bassin Rhin-Meuse. Elle n'est drainée par aucun cours d'eau.

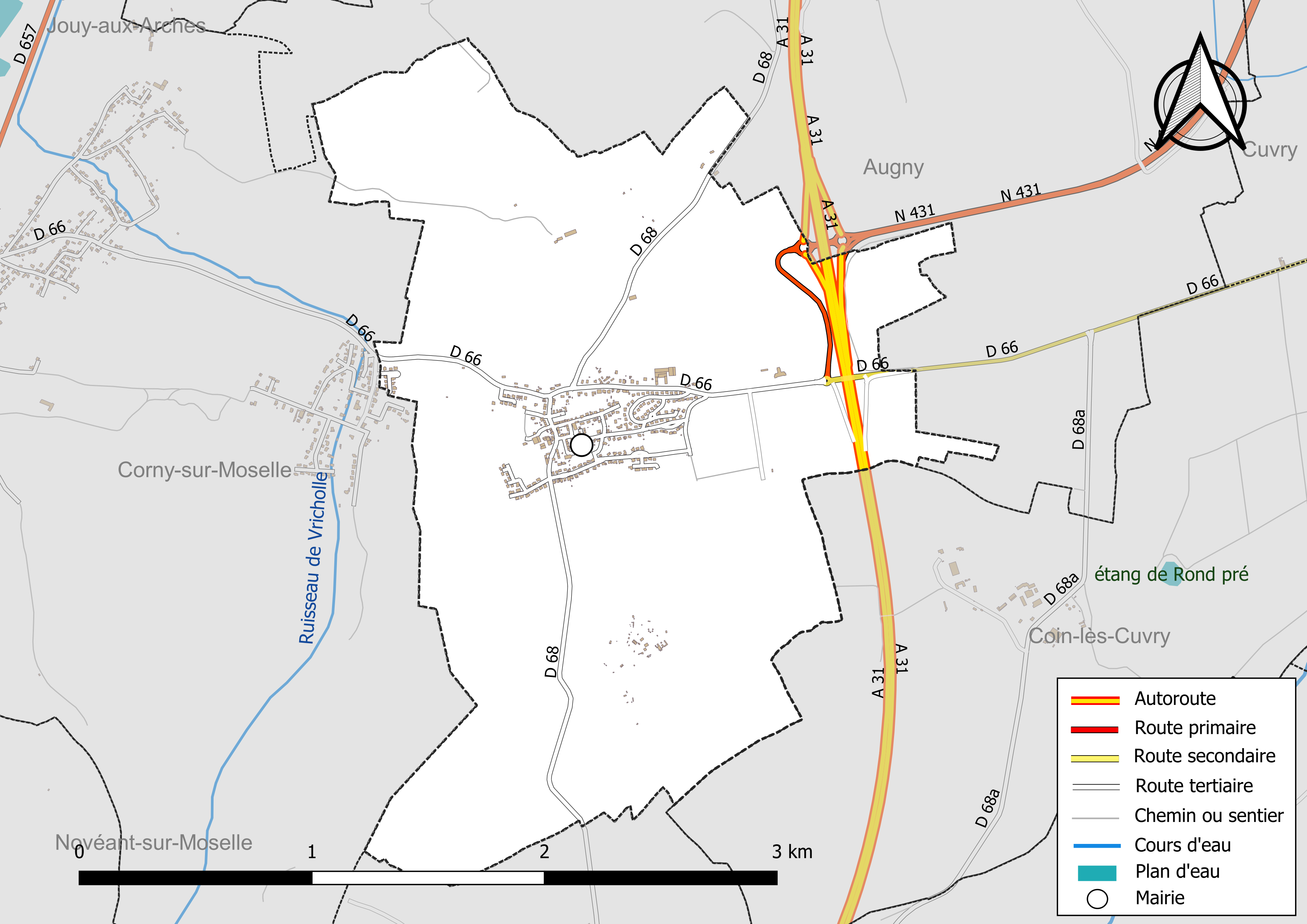
Réseaux hydrographique et routier de Féy.

### Climat
Pour des articles plus généraux, voir Climat du Grand Est et Climat de la Moselle.
En 2010, le climat de la commune est de type climat océanique dégradé des plaines du Centre et du Nord, selon une étude du Centre national de la recherche scientifique s'appuyant sur une série de données couvrant la période 1971-2000. En 2020, Météo-France publie une typologie des climats de la France métropolitaine dans laquelle la commune est exposée à un climat semi-continental et est dans la région climatique  Lorraine, plateau de Langres, Morvan, caractérisée par un hiver rude (1,5 °C), des vents modérés et des brouillards fréquents en automne et hiver. 
Pour la période 1971-2000, la température annuelle moyenne est de 9,5 °C, avec une amplitude thermique annuelle de 16,7 °C. Le cumul annuel moyen de précipitations est de 789 mm, avec 12 jours de précipitations en janvier et 9,2 jours en juillet. Pour la période 1991-2020, la température moyenne annuelle observée sur la station météorologique de Météo-France la plus proche, « Metz-Frescaty », sur la commune d'Augny à 4 km à vol d'oiseau, est de 11,1 °C et le cumul annuel moyen de précipitations est de 713,5 mm. 
La température maximale relevée sur cette station est de 39,7 °C, atteinte le 25 juillet 2019 ; la température minimale est de −23,2 °C, atteinte le 17 février 1956,,. 
Les paramètres climatiques de la commune ont été estimés pour le milieu du siècle (2041-2070) selon différents scénarios d'émission de gaz à effet de serre à partir des nouvelles projections climatiques de référence DRIAS-2020. Ils sont consultables sur un site dédié publié par Météo-France en novembre 2022.

## Urbanisme

### Typologie
Au 1er janvier 2024, Féy est catégorisée ceinture urbaine, selon la nouvelle grille communale de densité à sept niveaux définie par l'Insee en 2022.
Elle est située hors unité urbaine. Par ailleurs la commune fait partie de l'aire d'attraction de Metz, dont elle est une commune de la couronne,. Cette aire, qui regroupe 245 communes, est catégorisée dans les aires de 200 000 à moins de 700 000 habitants,.

### Occupation des sols
L'occupation des sols de la commune, telle qu'elle ressort de la base de données européenne d’occupation biophysique des sols Corine Land Cover (CLC), est marquée par l'importance des territoires agricoles (71,5 % en 2018), en diminution par rapport à 1990 (72,9 %). La répartition détaillée en 2018 est la suivante : 
terres arables (53,2 %), forêts (21,2 %), prairies (18,3 %), zones urbanisées (7,3 %). L'évolution de l’occupation des sols de la commune et de ses infrastructures peut être observée sur les différentes représentations cartographiques du territoire : la carte de Cassini (XVIIIe siècle), la carte d'état-major (1820-1866) et les cartes ou photos aériennes de l'IGN pour la période actuelle (1950 à aujourd'hui).

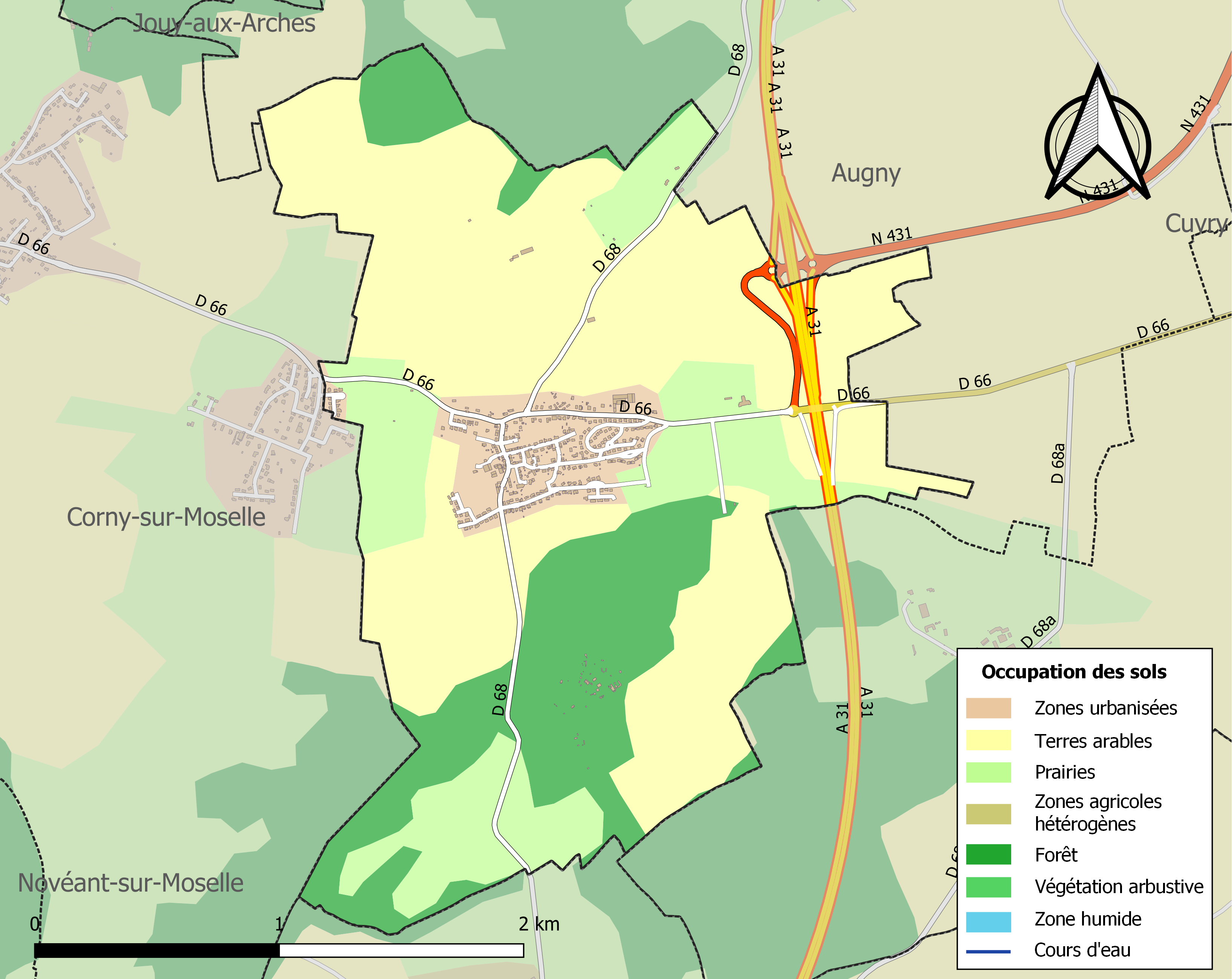
Carte des infrastructures et de l'occupation des sols de la commune en 2018 (CLC).

## Toponymie
Fagit (893) ; Fao (936) ; Feys (1320) ; Fayt (1348) ; Feyt (1404) ; Faiyt (1437) ; Fay (1489) ; Faiey (XVe siècle) ; Fait, Fay (1490) ; Féey (1513) ; Faey (1603).

## Histoire
À l’époque médiévale, Féy dépendait du pays messin en l’Isle. Les terres appartinrent au chapitre de la cathédrale Saint-Étienne de Metz jusqu’à la Révolution.
D’après l’étude des registres de la paroisse, le village aux XVIIe et XVIIIe siècles est d’abord essentiellement peuplé de vignerons. Le sous-sol argileux de la commune permet da création d’une tuilerie qui attire au XIXe siècle de nouvelles familles d’ouvriers tuiliers.
Entre 1858 et 1861, la générosité de la famille messine Picquemal permet la construction dans le village d’une école de filles et d’une église.
En 1871, à la suite du traité de Francfort et de la guerre franco-prussienne, l'actuel département de la Moselle fut annexé par l'Empire allemand et intégré à l'Alsace-Lorraine, ou « territoire impérial d’Alsace-Lorraine ». Féy devint alors une localité allemande.
Féy redevint française en 1918, à l'issue de la Première Guerre mondiale. La commune fut de nouveau annexée par l'Allemagne en 1940, durant la seconde annexion de la Moselle. Le village fut évacué au début des hostilités. Au cours de la bataille de Metz, de septembre à novembre 1944, les bombardiers américains et les combats détruisirent le bourg à 90 %. La France reprit possession d'un village ruiné le 21 novembre 1944. Des logements de fortunes, bâtis après guerre, permirent aux habitants de revenir vivre dans la commune. Ils furent désaffectés en 1961.
De 1790 à 2015, Féy est une commune du canton de Verny.
HÉRALDIQUE : Parti : au premier d'azur au hêtre arraché d'or, au deuxième de gueules au dextrochère  de carnation vêtu d'azur mouvant d'une nuée d'argent, tenant une épée du même garnie d'or accostée en chef de deux cailloux du même.

## Politique et administration
| Période                                  | Période      | Identité          | Étiquette | Qualité |
| ---------------------------------------- | ------------ | ----------------- | --------- | ------- |
| 1977                                     | mars 1995    | Bernard Loison    |           |         |
| mars 1995                                | mars 2001    | Bernard Bourgeois |           |         |
| mars 2001                                | mars 2008    | Jean-Paul Forey   |           |         |
| mars 2008                                | Juillet 2020 | Joël Strozyna     |           |         |
| mai 2020                                 | En cours     | Michel Dumont     |           |         |
| Les données manquantes sont à compléter. |              |                   |           |         |

## Démographie
L'évolution du nombre d'habitants est connue à travers les recensements de la population effectués dans la commune depuis 1793. Pour les communes de moins de 10 000 habitants, une enquête de recensement portant sur toute la population est réalisée tous les cinq ans, les populations de référence des années intermédiaires étant quant à elles estimées par interpolation ou extrapolation. Pour la commune, le premier recensement exhaustif entrant dans le cadre du nouveau dispositif a été réalisé en 2004.

En 2022, la commune comptait 741 habitants, en évolution de −0,27 % par rapport à 2016 (Moselle : +0,52 %, France hors Mayotte : +2,11 %).
| 1793 | 1800 | 1806 | 1821 | 1836 | 1841 | 1861 | 1866 | 1871 |
| ---- | ---- | ---- | ---- | ---- | ---- | ---- | ---- | ---- |
| 230  | 275  | 326  | 359  | 287  | 300  | 304  | 286  | 271  |

| 1875 | 1880 | 1885 | 1890 | 1895 | 1900 | 1905 | 1910 | 1921 |
| ---- | ---- | ---- | ---- | ---- | ---- | ---- | ---- | ---- |
| 282  | 286  | 288  | 268  | 245  | 286  | 247  | 231  | 187  |

| 1926 | 1931 | 1936 | 1946 | 1954 | 1962 | 1968 | 1975 | 1982 |
| ---- | ---- | ---- | ---- | ---- | ---- | ---- | ---- | ---- |
| 181  | 177  | 207  | 143  | 183  | 215  | 236  | 285  | 500  |

| 1990 | 1999 | 2004 | 2006 | 2009 | 2014 | 2019 | 2022 | - |
| ---- | ---- | ---- | ---- | ---- | ---- | ---- | ---- | - |
| 487  | 574  | 580  | 590  | 599  | 694  | 730  | 741  | - |

## Économie

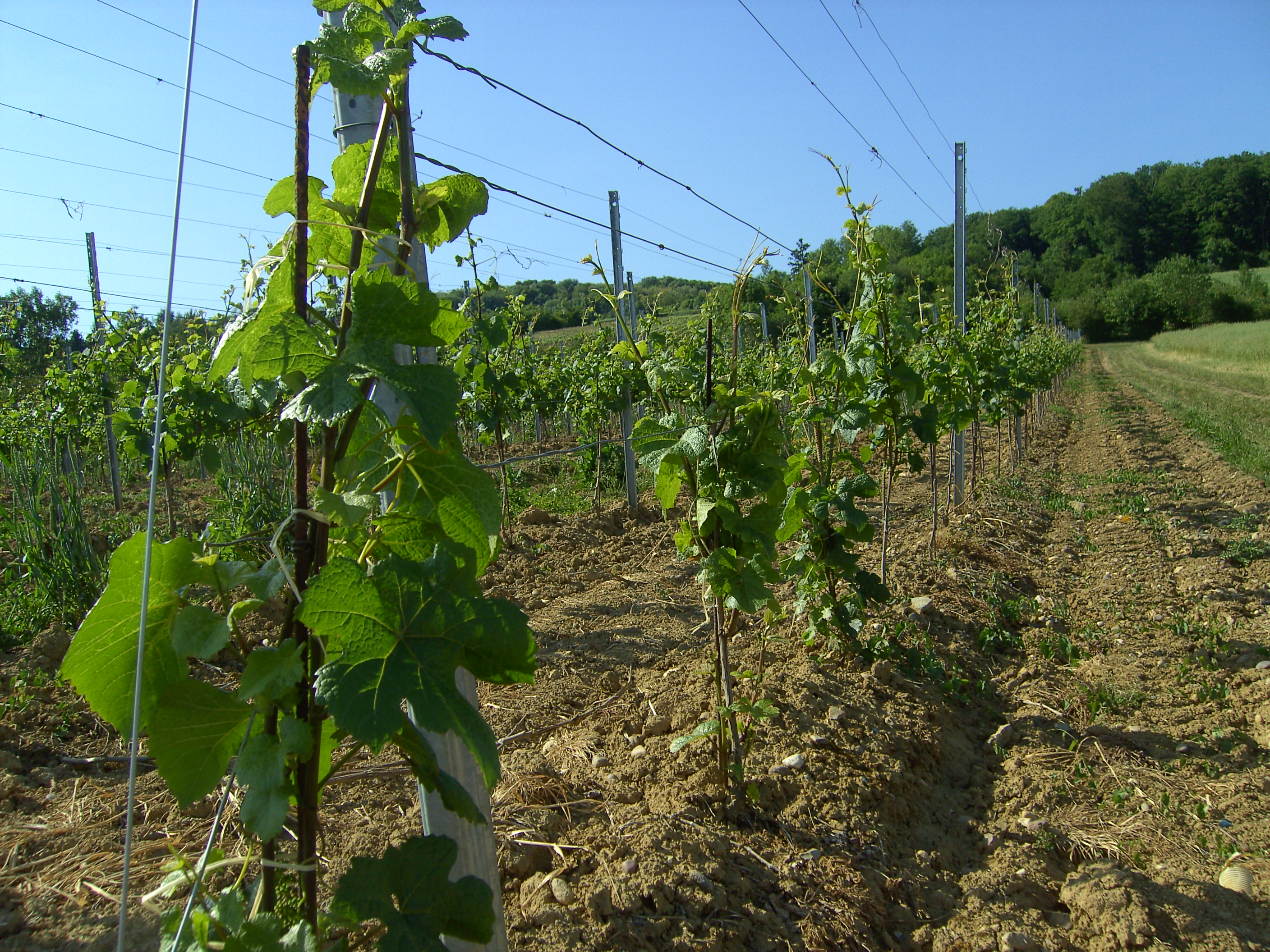
Vignoble à Féy.

L'économie du village repose essentiellement sur l'agriculture et la viticulture. Beaucoup de Fagiens travaillent également dans l'agglomération messine.

## Culture locale et patrimoine

### Lieux et monuments
- Vestiges d'une maison forte XIIIe siècle.
- Cimetière militaire allemand de Féy - Première Guerre mondiale.
- Ancien château de Féy, d’où seraient originaires de lointains ancêtres du compositeur Gabriel Pierné.
- Château d'eau.

#### Édifices religieux
- Église Saint-Pierre-aux-Liens de Féy, datant de 1859, détruite en 1944, puis reconstruite en style moderne : bas-relief du XVIe siècle.
- Calvaire, sur la place de l'église.
- Chapelle-oratoire Saint-Pierre.
- Nombreuses croix de chemin du XIXe siècle.

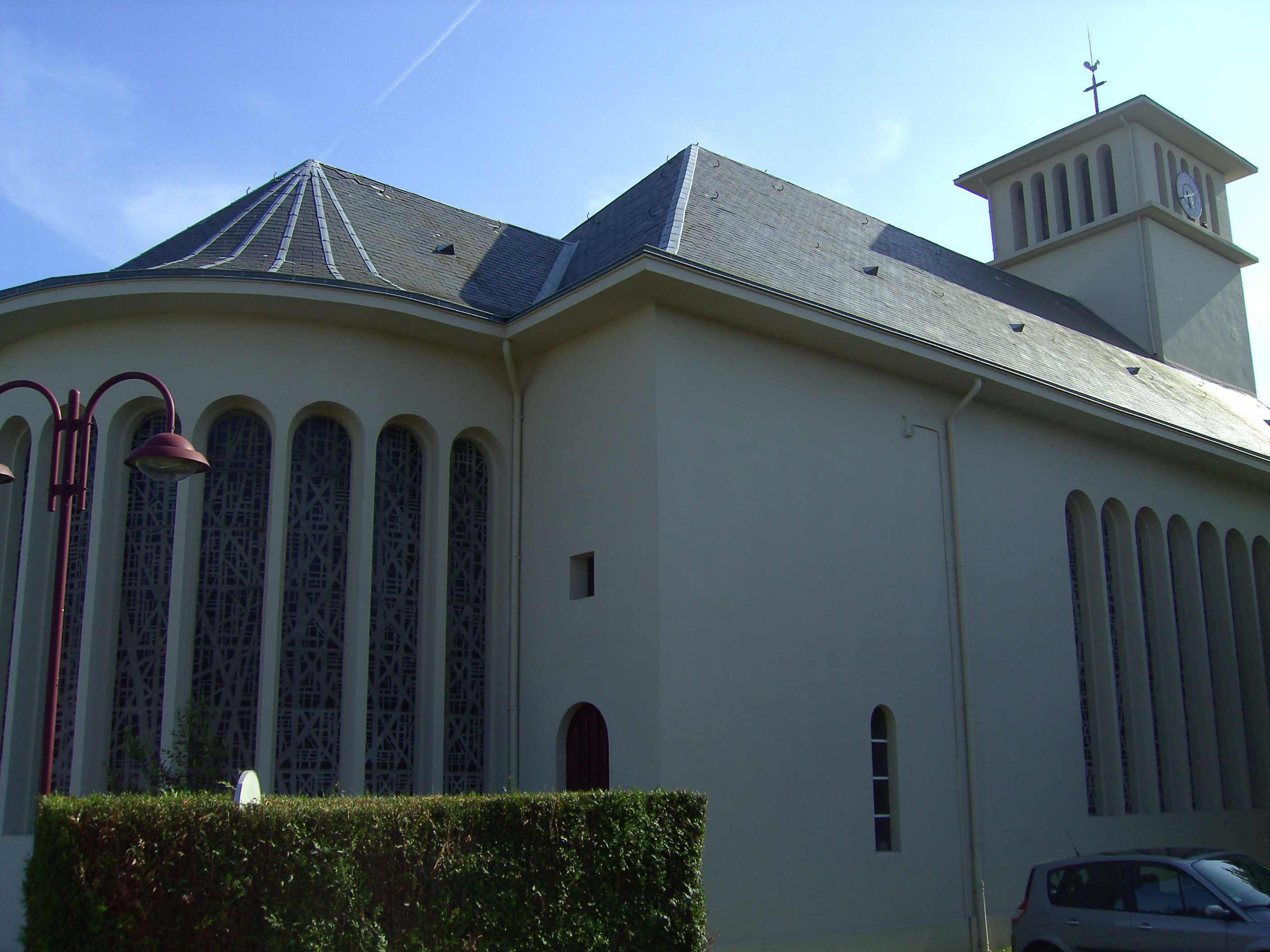
L’église Saint-Pierre-aux-Liens.
Le calvaire et le clocher de l'église.
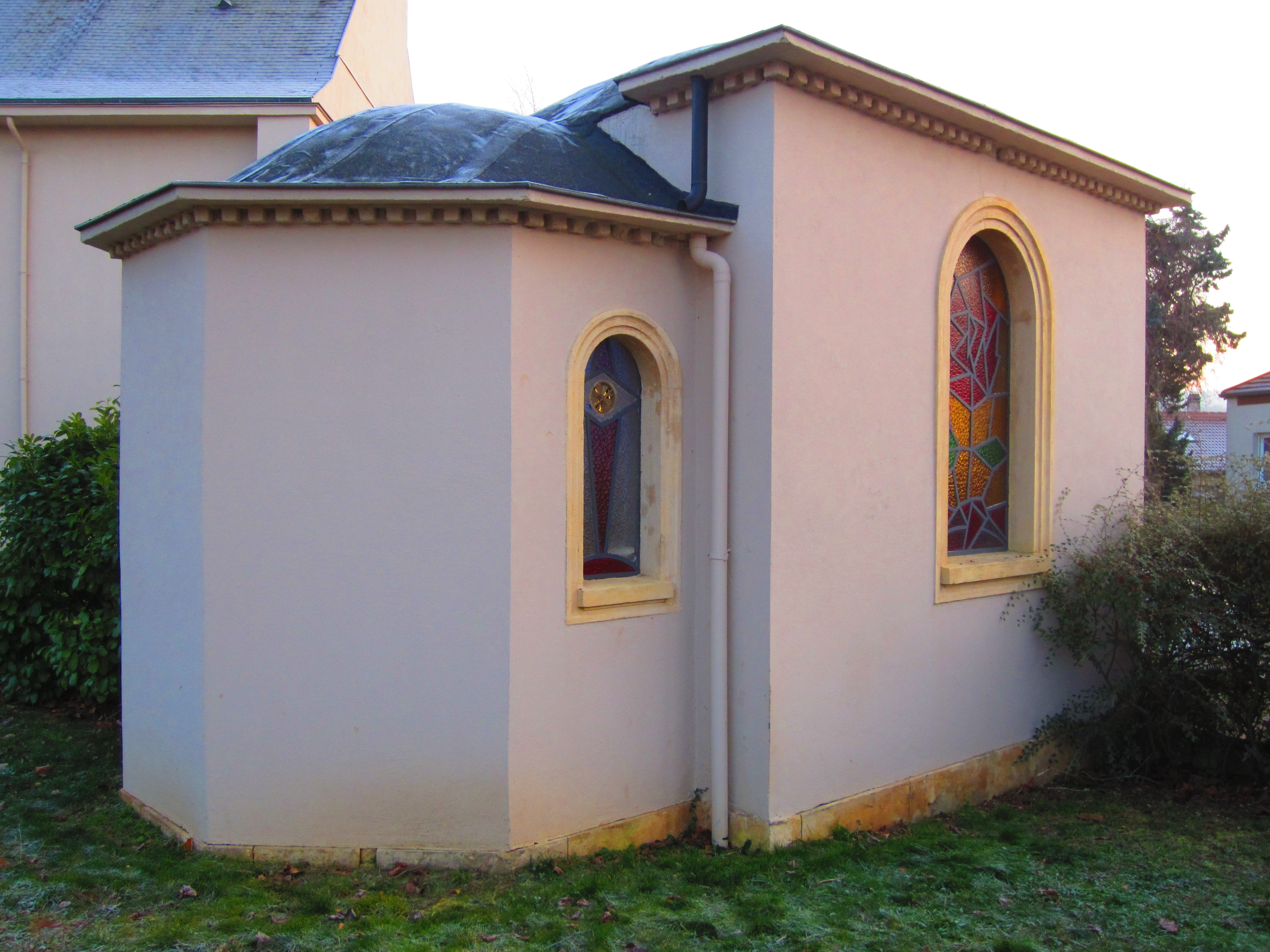
Chapelle-oratoire Saint-Pierre.
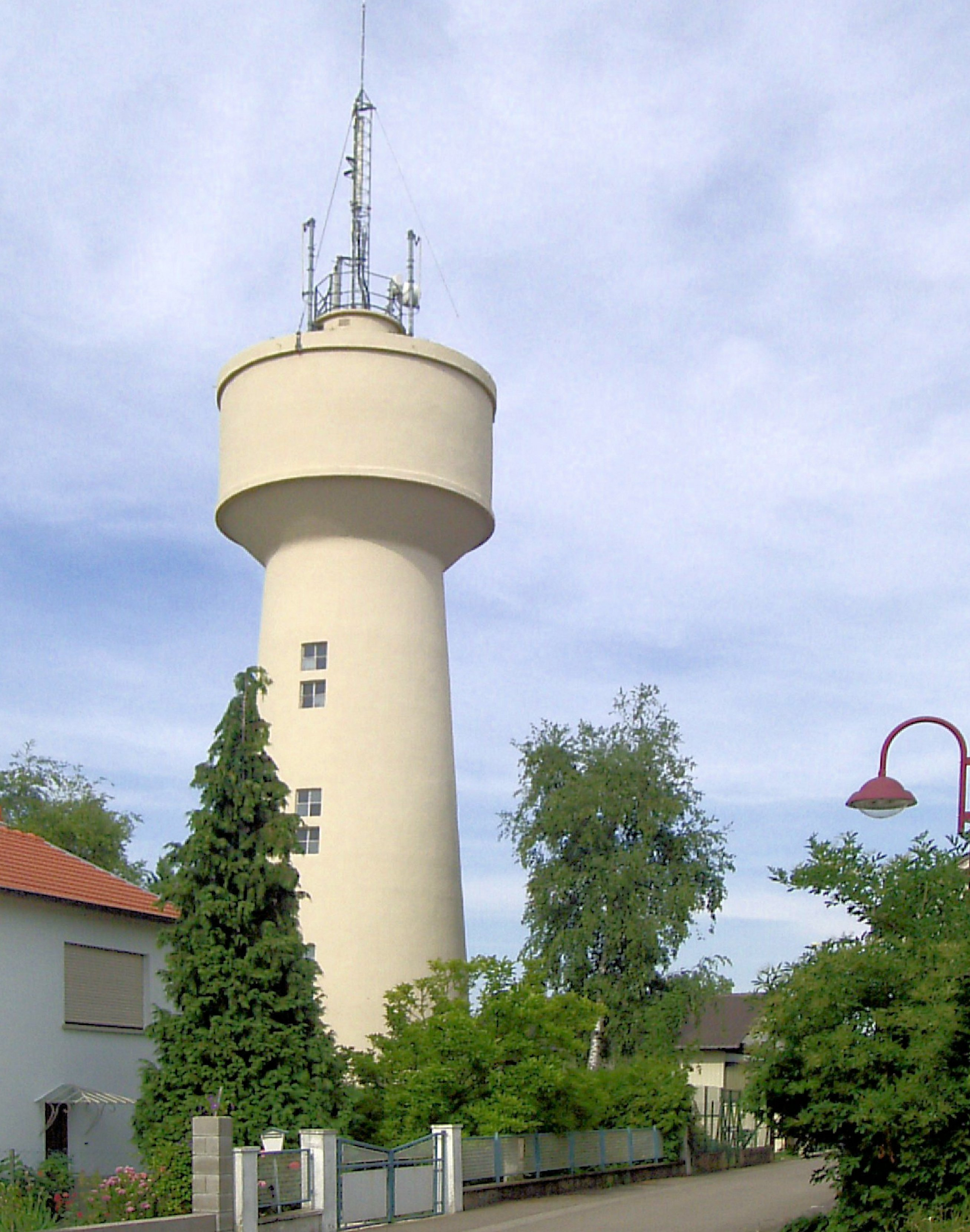
Le château d’eau.

### Héraldique
| Blason de Féy | Blason  | Parti: au 1er d'azur au hêtre arraché d'or, au 2e de gueules au dextrochère de carnation, vêtu d'azur, mouvant d'une nuée d'argent, tenant une épée du même, garnie d'or, accostée en chef de deux cailloux du même. |
| Blason de Féy | Détails | Le statut officiel du blason reste à déterminer. |